# Arroyo Catalán Chico
Der Arroyo Catalán Chico ist ein Fluss im Norden Uruguays.
Er entspringt auf dem Gebiet des Departamento Artigas in der Cuchilla de Belén westlich der Cerro Vichaderos. Von dort fließt er zunächst in nordwestliche, anschließend größtenteils nahezu parallel zum Arroyo del Medio in nördliche Richtung. Er unterquert schließlich die Ruta 30 etwas mehr als einen Kilometer bevor er als linksseitiger Nebenfluss in den Arroyo Catalán Grande flussaufwärts der Mündung des Arroyo Juan Fernández mündet.
Am Arroyo Catalán Chico finden sich Achat- und Amethyst-Vorkommen.